# Arquebisbat de Potenza-Muro Lucano-Marsico Nuovo
L'arquebisbat de Potenza-Muro Lucano-Marsico Nuovo (italià: arcidiocesi di Potenza-Muro Lucano-Marsico Nuovo; llatí: Archidioecesis Potentina-Murana-Marsicensis) és una seu metropolitana de l'Església catòlica, que pertany a la regió eclesiàstica Basilicata. El 2004 tenia 151.200 batejats d'un total de 152.000 habitants. Actualment està regida per l'arquebisbe Agostino Superbo.

## Territori
L'arxidiòcesi comprèn el territori de les ciutats de Potenza, Muro Lucano, Marsico Nuovo i vint-i-dos municipis més de la província de Potenza.
La seu arxiepiscopal es troba a la ciutat de Potenza, on es troba la Catedral de San Gerard bisbe. A Muro Lucano es troba la Cocatedral de San Nicola, mentre que a Marsico Nuovo hi ha la Cocatedral de Santa Maria Assunta e San Giorgio.
El territori està dividit en 61 parròquies.

### La província eclesiàstica
La província eclesiàstica, instituïda el 1976, comprèn les següents diòcesis sufragànies:
- arquebisbat d'Acerenza
- arquebisbat de Matera-Irsina
- bisbat de Melfi-Rapolla-Venosa
- bisbat de Tricarico
- bisbat de Tursi-Lagonegro

## Història

### Seu de Muro Lucano
La Diòcesi de Lucano va ser erigida en una època incerta; d'acord amb Vincenzio d'Avino el seu naixement es remunta al 1009. El primer bisbe conegut és Leo, que va participar en un sínode romà el 1049 sota el pontificat del Papa Lleó IX. El bisbe Roberto va ser qui consagrà la catedral de Muro, el 1169. Va ser sufragània de l'arxidiòcesi de Conza (després Conza i Campagna).
Durant el Cisma d'Occident, el bisbe Antonio, qui s'havia unit a l'obediència d'Avinyó, va patir molt i gairebé una sentència de mort pel rei de Nàpols. Es va refugiar al castell de Buccino, i va seguir governant la diòcesi des d'aquest lloc, que l'antipapa Climent VII va erigir una nova diòcesi (Polsinensis o Bolsinensis) en comptes de Muro. Va ser succeït per un altre bisbe d'Avinyó, que també va ser nomenat Antonio (1395), nomenat per l'antipapa Benet XIII.
El seminari va ser creat pel bisbe diocesà Filesio Nacionals pocs anys després de la conclusió del Concili de Trento. El 1728 el bisbe Domenico Antonio Manfredi va consagrar la nova catedral dedicada a Maria Assumpta. Al mig del segle xix la diòcesi incloïa vuit localitats, a més de Muro: Bella, San Fele, Ruvo, Rapone, Castelgrande, Balvano, Ricigliano i Romagnano.
El 2 de juliol de 1954 Muro Lucano va esdevenir part de la nova província eclesiàstica d'Acerenza; el 21 d'agost de 1976 passà a formar part de la província eclesiàstica de Potenza.
El 5 de març de 1973, després de tres anys vacant, l'Arquebisbe de Potenza (i bisbe de Marsico Nuovo) Aurelio Sorrentino va ser també nomenat bisbe de Muro Lucano, unint així in persona episcopi les dues seus.

### Seu de Marsico Nuovo
La diòcesi de Marsico Nuovo va ser erigida aproximadament al segle viii, però remunta el seu origen a partir de l'antiga diòcesi de Grumentum, de la qual es coneixen tres bisbes: Sempronio Atto, que va viure fins al 370 ; Giuliano o Tulliano, que va viure entre el 578 i el 590, i Rodolfo Alano en una època desconeguda, però posterior a Giulio. La destrucció de Grumentum a mans dels sarraïns va causar el trasllat de la seu a Marsico Nuovo. No obstant això, fins i tot als segles xi i xii els bisbes no havien renunciat al títol antic: per exemple, el bisbe Giovanni, el 1095, signà com a Episcopus sanctae sedis Grumentinae in civitate Marsico; i el 1123 el bisbe Leone Grumentinae sedis pontifex.
La diòcesi de Marsico Nuovo era sufragània de l'arxidiòcesi de Salern. La catedral, dedicada a l'Assumpció i a Sant Jordi, va ser reconstruïda després de la destrucció causada pel sarraïns i consagrada el 1131 pel bisbe Enrico.
Entre els bisbes post-tridentins, es recorda en particular, Giuseppe Cianti (1640-1656): en 1643 va celebrar un sínode per a la implementació del Concili; reconstruí la catedral; establí el seminari diocesà i l'arxiu episcopal.
El 27 de juny de 1818 la diòcesi de Marsico Nuovo es va unir aeque principaliter a la diòcesi de Potenza amb la butlla De utiliori del Papa Pius VII. No obstant això, es van mantenir separar les seves províncies eclesiàstiques d'origen.
El 2 de juliol de 1954 va esdevenir part de la nova província eclesiàstica d'Acerenza; i el 21 d'agost de 1976 va passar a formar part de la província eclesiàstica de Potenza.
La unió aeque principaliter amb Potenza va durar fins al 1986, quan va esdevenir una unió completa.

### Seu de Potenza
La diòcesi de Potenza va ser erigida al segle v i a partir del segle xi va esdevenir sufragània de l'arxidiòcesi d'Acerenza. El primer esment documentat històricament de l'existència de la diòcesi es remunta al segle v, quan el nom del bisbe Erculenzio apareix en dues cartes al Papa Gelasi I. Sobre el segon bisbe conegut, Amanzio o Amando, hi ha l'atribució incerta en aquesta seu p a la de Potenza Picena. El tercer bisbe de la primera època, Pietro, s'esmenta en una carta del Papa Pelagi I.
Del 1111 al 1119 va ser bisbe de Potenza san Gerardo, que va construir la catedral i en l'actualitat és el patró de l'arxidiòcesis.
El seminari de la diòcesi de Potenza es va establir en el primer quart del segle xvii pel bisbe Achille Caracciolo.
El 27 de juny 1818 la diòcesi es va unir poder aeque principaliter a la diòcesi de Marsico Nuovo amb la butlla De utiliori del Papa Pius VII.
L'11 de febrer de 1973 en virtut de la butlla Cum Italicas del Papa Pau VI, la diòcesi de Potenza va ser elevada al rang d'arxidiòcesi immediatament subjecta a la Santa Seu i el 5 de març d'aquell mateix any l'arquebisbe de Potenza també va ser elegit bisbe de Muro Lucano de març, donant lloc a una unió in persona episcopi.
Va ser l'arquebisbe d'Acerenza, cap d'una antiga seu episcopal, qui exercí la funció de la metropoli lucana, però que fins al 21 d'agost de 1976, quan la butlla Quo aptius el mateix Papa Pau VI, l'arxidiòcesi de Potenza va esdevenir una seu metropolitana amb jurisdicció sobre totes les seus de Lucània.
El 30 de setembre de 1986 pel decret Instantibus votis de la Congregació per als Bisbes, les tres seus de Potenza, de Marsico Nuovo i Lucano es van unir en plena unione i la nova seu va prendre el seu nom actual.

## Cronologia episcopal

### Seu de Potenza
- Erculenzio † (vers 495)
- Amanzio o Amando † (inicis de 498 o 501 - finals de 504)
- Pietro † (citat el 555)
- Balas † (citat el 826)
- Bruno † (citat el 1058)
- Anonimo † (citat el 1080)
- Gerardo † (1099 - 1111)
- San Gerard II † (1111 - 30 d'octubre de 1119 mort)
- Manfredi † (1119 - ?)
- Giovanni I † (inicis de 1177 - finals de 1179)
- Bartolomeo † (1197 - finals de 1200)
- Eleochino † (citat el 1210)
- Grazia † (citat el 1221)
- Tommasino † (citat el 1231)
- Oberto † (inicis de 1250 - 1256 mort)
- Anonimo † (citat el 1266)
- Guglielmo I, O.P. † (citat el 1274)
- Bonifacio † (citat el 1289)
- Francesco † (1290 - finals de 1302)
- Guglielmo II † (inicis de 1314 - 1343 mort)
- Guglielmo Della Torre, O.F.M. † (16 de juny de 1343 - ?)
- Giovanni de Rupella, O.Carm. † (13 de maig de 1351 - 1364 mort)
- Giacomo † (13 de març de 1364 - 1374 mort)
- Bartolomeo della Spina † (15 de març de 1374 - ?)
- Marco † (citat el 1386)
- Andrea † (1389 - 26 de setembre de 1392 nomenat bisbe de Squillace)
- Nicola Vincioni † (4 de febrer de 1393 - 21 de maig de 1395 nomenat bisbe de Ferentino)
- Giacomo † (1395 - ?)
- Benedetto d'Arpino, O.F.M. † (11 d'agost de 1399 - 1402 nomenat arquebisbe de Lepanto)
- Andrea Serao † (11 d'octubre de 1402 - 17 de novembre de 1404 nomenat bisbe de Caiazzo)
- Benedetto d'Arpino, O.F.M. † (26 de novembre de 1404 - 1419 dimití) (per segon cop)
- Angelo † (11 de setembre de 1419 - 25 de febrer de 1429 nomenat arquebisbe de Rossano)
- Giacomo Squacquera, O.Cist. † (25 de febrer de 1429 - 1450 mort)
- Antonio Anglo (o Angeli) † (1 de juliol de 1450 - 1463)
- Giovanni Paolo Vassalli † (14 de gener de 1463 - 17 d'abril de 1468 nomenat bisbe de Troia)
- Luigi Caracciolo † (17 d'abril de 1469 - 1482 mort)
- Gianfilippo Castiglioni † (9 de desembre de 1482 - vers 1491 mort)
- Giorgio Margara † (10 de gener de 1491 - ?)
- Juan Ortega † (16 de novembre de 1502 - 1503 mort)
  - Jaime Serra i Cau † (29 de novembre de 1503 - 7 d'agost de 1506 dimití) (administrador apostòlic)
- Giacomo Nini † (7 d'agost de 1506 - 1521 dimití)
  - Pompeo Colonna † (7 de gener de 1521 - 28 de novembre de 1526 dimití) (administrador apostòlic)
- Nino Nini † (28 de novembre de 1526 - 21 de gener de 1564 mort)
  - Felice Rossi † (1564 - 5 de juliol de 1566 nomenat bisbe de Tropea) (bisbe electe)
- Tiberio Carafa † (15 de maig de 1566 - 6 de febrer de 1579 nomenat bisbe de Cassano allo Ionio)
- Sebastiano Barnaba † (17 d'agost de 1579 - 19 de juny de 1606 mort)
- Gaspare Cardoso, O.S.B. † (19 de juny de 1606 - 1615 mort)
- Achille Caracciolo † (2 de maig de 1616 - 1623 mort)
  - Sede vacante (1623-1626)
- Diego Vargas † (20 de juliol de 1626 - octubre de 1633 mort)
- Girolamo Magnesi † (20 de novembre de 1634 - 1641 mort)
  - Sede vacante (1641-1644)
- Miguel de Torres, O.P. † (18 d'abril de 1644 - 1645 mort)
- Bonaventura Claverio, O.F.M. † (16 de juliol de 1646 - vers 1677 mort)
- Diego Lozano, O.Carm † (13 de setembre de 1677 - 10 de setembre de 1681 mort)
- Luigi de Filippi, O.P. † (3 de juliol de 1684 - 5 de gener de 1685 mort)
- Baldassare da Benavente, O. de M. † (13 de maig de 1686 - 30 d'octubre de 1687 mort)
- Pietro de Torres † (24 de gener de 1689 - 24 de gener de 1695 nomenat arquebisbe de Trani)
- Agnello Rossi, O.Carm. † (2 de maig de 1695 - 30 d'abril de 1707 mort)
  - Sede vacante (1707-1715)
- Carlo Pignatelli, C.R. † (23 de setembre de 1715 - 14 de gener de 1722 nomenat bisbe de Gaeta)
- Biagio De Dura † (2 de març de 1722 - març de 1740 mort)
- José Alfonso Meléndez, O.F.M.Disc. † (30 de gener de 1741 - 19 de febrer de 1748 nomenat arquebisbe de Palerm)
- Tommaso Sersale, C.R. † (1 d'abril de 1748 - inicis de 18 de juliol de 1749 mort)
- Bonaventura Fabozzi, O.F.M. † (21 de juliol de 1749 - 4 de gener de 1761 mort)
- Carlo Parlati, P.O. † (6 d'abril de 1761 - 14 de desembre de 1767 nomenat arquebisbe de Acerenza i Matera)
- Domenico Russo † (16 de maig de 1768 - 20 de març de 1780 nomenat bisbe de Monopoli)
- Giovanni Andrea Serrao † (18 de juliol de 1783 - 24 de febrer de 1799 mort)
  - Sede vacante (1799-1805)
- Bartolomeo Cesare † (26 de juny de 1805 - 30 de setembre de 1819 mort)

### Seu de Marsico Nuovo
- Senualdo † (citat el 761)
- Leodrisio † (citat all'861)
- Pietro I † (citat el 981)
- Grimaldo † (segle x)
- Gisulfo † (citat el 1089)
- Giovanni I, O.S.B. † (citat el 1095)
- Giovanni II † (citat el 1106)
- Leone † (citat el 1123)
- Enrico † (citat el 1131)
- Giovanni III † (inicis de 1144 - finals de 1152)
- Giovanni IV, O.S.B. † (inicis de 1166 - finals de 1179)
- Giovanni V † (citat el 1198)
- Benedetto † (citat el 1200)
- Anselmo † (citat el 1210)
- Ruggero I † (citat el 1222)
- Oderisi † (inicis de 1234 - finals de 1242)
- Reginaldo Lentini, O.P. † (vers 1266 - 5 de desembre de 1274 nomenat arquebisbe de Messina)
- Reginaldo da Piperno, O.P. † (22 de juny de 1275 - ?)
- Giovanni de Vetere † (inicis de 1293 - finals de 1296)
- Matteo † (citat el 1305)
- Giovanni Acuto † (citat el 1312)
- Ruggero II † (inicis de 1314 - finals de 1326 mort)
- Pietro II, O.P. † (21 d'octubre de 1328 - 1343)
- Ruggero III † (1343 - 12 de gener de 1349 nomenat bisbe de Tricarico)
- Bartolomeo † (16 de juny de 1349 - finals de 1364 mort)
- Pietro Corsari † (12 de novembre de 1375 - 29 de gener de 1378 nomenat bisbe de Sora)
- Tommaso Sferrato, O.F.M. † (29 de gener de 1378 - 1384 deposat)
  - Giacomo de Padula † (22 d'abril de 1384 - ?) (antibisbe)
- Andrea I † (vers 1384 - 1399 mort)
- Marco † (6 d'octubre de 1399 - 1399 deposto)
- Pietro † (31 de maig de 1400 - 1400 mort)
- Nardello da Gaeta, O.F.M. † (11 de juny de 1400 - vers 1440 mort)
- Carletto † (27 d'abril de 1440 - ? mort)
- Leonardo da Gaeta † (10 de gener de 1453 - ?)
- Pietro di Diano † (1456 - 1458 mort)
- Andrea II † (1458 - 1460 mort)
- Sansone de Cayano † (22 de desembre de 1460 - 1478 mort)
- Giovanni Antonio Pitito, O.F.M.Conv. † (27 de juliol de 1478 - 1483 mort)
- Nicola Angelo de Abbatissa † (17 d'octubre de 1483 - 1483 o 1484 mort)
- Antonio de Medici, O.F.M. † (2 de juliol de 1484 - 1484 o 1485 mort)
- Fabrizio Guarna † (12 d'agost de 1485 - 1494 mort)
- Ottaviano Caracciolo † (19 de març de 1494 - 1535 mort)
- Vincenzo Boccaferro, O.S.B.Oliv. † (10 de gener de 1536 - 1537 mort)
- Angelo Archilegi † (24 de setembre de 1537 - 4 de febrer de 1541 nomenat bisbe d'Assís)
- Marzio de Marzi Medici † (4 de febrer de 1541 - dopo l'11 de desembre de 1573 mort)
- Angelo de Marzi Medici † (15 d'octubre de 1574 - 1582 mort)
- Luigi Pallavicini † (8 d'agost de 1583 - 7 de novembre de 1583 nomenat bisbe de Niça)
- Antonio Fera, O.F.M.Conv. † (9 d'abril de 1584 - 24 d'abril de 1600 mort)
- Ascanio Parisi † (24 d'abril de 1600 succeduto - 23 d'abril de 1614 mort)
- Timoteo Caselli, O.P. † (21 de juliol de 1614 - 23 de novembre de 1639 mort)
- Giuseppe Cianti, O.P. † (5 de març de 1640 - gener de 1656 dimití)
- Angelo Pineri † (26 de juny de 1656 - 22 de juliol de 1671 mort)
- Giovanni Battista Falvo † (16 de novembre de 1671 - 1 de gener de 1676 mort)
- Giovanni Gambacorta, C.R. † (23 de març de 1676 - 25 de maig de 1683 mort)
- Francesco Antonio Leopardi † (27 de setembre de 1683 - 1 d'octubre de 1685 nomenat bisbe de Tricarico)
- Domenico Lucchetti † (1 d'abril de 1686 - febrer de 1707 mort)
- Donato Azzano † (19 de maig de 1710 - 9 de juliol de 1732 mort)
- Alessandro Puoti † (1 d'octubre de 1732 - 3 d'agost de 1744 mort)
- Diego Andrea Tomacelli † (7 de setembre de 1744 - 24 d'agost de 1766 mort)
- Carlo Tortora † (1 de desembre de 1766 - 10 de maig de 1771 mort)
- Carlo Nicodemi † (29 de juliol de 1771 - 26 de març de 1792 nomenat bisbe de Sant'Angelo dei Lombardi e Bisaccia)
- Bernardo Maria della Torre † (26 de març de 1792 - 18 de desembre de 1797 nomenat bisbe de Lettere)
- Paolo Garzilli † (18 de desembre de 1797 - 2 d'octubre de 1818 nomenat bisbe de Bovino)

### Seu de Potenza i Marsico Nuovo
- Giuseppe Maria Botticelli, O.M. † (21 de febrer de 1820 - 19 d'abril de 1822 nomenat bisbe de Gallipoli)
- Pietro Ignazio Marolda, C.SS.R. † (19 d'abril de 1822 - 19 de maig de 1837 nomenat bisbe de Pozzuoli)
- Michelangelo Pieramico † (12 de febrer de 1838 - 1862 mort)
  - Sede vacante (1862-1867)
- Antonio Maria Fanìa, O.F.M. † (27 de març de 1867 - 23 de gener de 1880 mort)
- Luigi Carvelli † (23 de gener de 1880 succeduto - 3 de juliol de 1882 nomenat bisbe de Mileto)
- Tiberio Durante † (25 de setembre de 1882 - 31 d'octubre de 1899 mort)
- Ignacio Monterisi † (19 d'abril de 1900 - 17 de febrer de 1913 mort)
- Roberto Achille Razzòli, O.F.M. † (27 d'agost de 1913 - 27 d'abril de 1925 mort)
- Augusto Bertazzoni † (30 de juny de 1930 - 30 de novembre de 1966 jubilat)
- Aurelio Sorrentino † (30 de novembre de 1966 - 4 de juny de 1977 nomenat arquebisbe de Reggio Calàbria)
- Giuseppe Vairo † (3 de desembre de 1977 - 30 de setembre de 1986 nomenat arquebisbe de Potenza-Muro Lucano-Marsico Nuovo)

### Seu de Muro Lucano
- Leone † (citat el 1049)
- Eustachio † (citat el 1059)
- Gaudino † (citat el 1102)
- Roberto † (citat el 1169)
- Monteguidone † (citat el 1213)
- Giovanni (o Magno) † (citat el 1217)
- Nicola I † (citat el 1250 - ? deposat)
- Palermo † (12 de juny de 1253 - finals de 1277)
- Nicola † (citat el 1322)
- Pietro † (? - 20 d'octubre de 1332 nomenat arquebisbe de Sorrento)
- Matteo † (9 de novembre de 1332 - ?)
- Nicola II † (inicis de 1340 - 14 de juny de 1344 nomenat bisbe de Caserta)
- Enrico Marci † (14 de juny de 1344 - 1348 mort)
- Guglielmo I † (10 de novembre de 1348 - 1356 mort)
- Giacomo del Fosco † (20 de desembre de 1357 - 13 de març de 1364 nomenat bisbe de Potenza)
- Domenico, O.Carm. † (13 de març de 1364 - 21 d'abril de 1373 nomenat bisbe de Ariano Irpino)
- Simone † (21 d'abril de 1373 - ?)
  - Antonio I † (vers 1376 - finals de 1389) (antibisbe)
  - Antonio II † (27 de gener de 1395 - ?) (antibisbe)
- Guglielmo II † (inicis de 1395 - 13 d'abril de 1405 nomenat bisbe de Capaccio)
- Giovanni de Pannella † (13 d'abril de 1405 - vers 1418 mort)
- Guiduccio Della Porta † (16 de febrer de 1418 - 1423 mort)
- Giovanni Sanfelici † (24 de setembre de 1423 - 1443 dimití)
- Barnaba de Molina † (26 d'agost de 1443 - vers 1462 mort)
- Andrea Veroli † (26 de maig de 1463 - 8 d'octubre de 1464 nomenat bisbe de Camerino)
- Meolo de Mascambruni † (8 d'octubre de 1464 - 1486 mort)
- Nicolò Antonio Pesci † (15 de febrer de 1486 - 1517 dimití)
- Antonio Camillo Pesci † (23 de desembre de 1517 - 1521 mort)
- Cesare Carpano † (6 de setembre de 1521 - 1528 mort)
- Matteo Grifoni, O.S.B.Vall. † (24 de gener de 1528 - 15 de novembre de 1540 nomenat bisbe de Trivento)
  - Ascanio Parisani † (15 de novembre de 1540 - 27 de juny de 1541 dimití) (administrador apostòlic)
- Silverio Petrucci † (27 de juny de 1541 - 1560 mort)
- Flavio Orsini † (29 de novembre de 1560 - 6 de juliol de 1562 dimití)
- Filesio Cittadini † (6 de juliol de 1562 - 1572 dimití)
- Giulio Ricci † (23 de gener de 1572 - 9 de maig de 1575 nomenat bisbe de Gravina)
- Daniele Vocazio, O.F.M. † (9 de maig de 1575 - 1577 mort)
- Vincenzo Petrolini † (25 de febrer de 1577 - 1606 mort)
- Tomeo Confetto † (10 de maig de 1606 - 8 de gener de 1630 mort)
- Clemente Confetto † (8 de gener de 1630 succeduto - 13 d'abril de 1643 nomenat bisbe de Acerno)
- Giovanni Carlo Coppola † (18 de maig de 1643 - 1652 mort)
- Ascanio Ugolini † (19 de febrer de 1652 - maig de 1660 mort)
- Francesco Maria Annoni, C.R. † (21 de juny de 1660 - 12 de maig de 1674 mort)
- Alfonso Pacello † (1 d'octubre de 1674 - 31 de desembre de 1702 mort)
- Andrea Sarnelli † (23 d'abril de 1703 - 15 de setembre de 1707 mort)
- Giovanni Innocenzo Carusio † (19 de desembre de 1707 - gener de 1718 mort)
- Angelo Acerno † (6 d'abril de 1718 - 22 de setembre de 1724 mort)
- Domenico Antonio Manfredi † (20 de novembre de 1724 - 3 de març de 1738 nomenat bisbe de Boiano)
- Melchiorre Delfico † (5 de maig de 1738 - 23 d'abril de 1744 mort)
- Vito Mojo † (15 de juny de 1744 - 11 de març de 1767 mort)
- Carlo Gagliardi † (10 de juliol de 1767 - 1 de juliol de 1778 mort)
- Luca Niccolò de Luca † (14 de desembre de 1778 - 26 de març de 1792 nomenat bisbe de Trivento)
- Giuseppe Maria Benevento, O.F.M.Conv. † (26 de març de 1792 - 6 de desembre de 1794 mort)
- Giovanni Battista Ferroni † (18 de desembre de 1797 - 11 de desembre de 1826 mort)
- Filippo Martuscelli † (9 d'abril de 1827 - 16 de juliol de 1831 mort)
- Tommaso Antonio Gigli, O.F.M.Conv. † (2 de juliol de 1832 - 1858 mort)
- Francesco Saverio D'Ambrosio, O.F.M.Cap. † (20 de juny de 1859 - 23 de gener de 1883 mort)
- Raffaele Capone, C.SS.R. † (23 de gener de 1883 succeduto - 20 de març de 1908 mort)
- Alessio Ascalesi, C.PP.S. † (29 d'abril de 1909 - 19 de juny de 1911 nomenat bisbe de Sant'Agata de' Goti)
- Giuseppe Scarlata † (27 de novembre de 1911 - 5 d'abril de 1935 mort)
- Bartolomeo Mangino † (30 de desembre de 1936 - 18 de febrer de 1946 nomenat bisbe de Caserta)
- Giacomo Palombella † (14 de febrer de 1946 - 3 de gener de 1951 nomenat bisbe de Calvi e Teano)
- Matteo Guido Sperandeo † (23 de febrer de 1952 - 5 de setembre de 1954 nomenat bisbe de Calvi e Teano)
- Antonio Rosario Mennonna † (5 de gener de 1955 - 22 de febrer de 1962 nomenat bisbe de Nardò)
- Umberto Luciano Altomare † (10 de juliol de 1962 - 22 d'agost de 1970 nomenat bisbe de Diano-Teggiano)
  - Aurelio Sorrentino † (1970 - 5 de març de 1973 nominato vescovo) (administrador apostòlic)
- Aurelio Sorrentino † (5 de març de 1973 - 4 de juny de 1977 nomenat arquebisbe de Reggio Calàbria)
- Giuseppe Vairo † (3 de desembre de 1977 - 30 de setembre de 1986 nomenat arquebisbe de Potenza-Muro Lucano-Marsico Nuovo)

### Seu de Potenza-Muro Lucano-Marsico Nuovo
- Giuseppe Vairo † (30 de setembre de 1986 - 19 de gener de 1993 jubilat)
- Ennio Appignanesi † (19 de gener de 1993 - 9 de gener de 2001 jubilat)
- Agostino Superbo, des del 9 de gener de 2001

## Estadístiques
A finals del 2004, la diòcesi tenia 151.200 batejats sobre una població de 152.000 persones, equivalent al 99,5% del total.
| any  | població | població | població | sacerdots | sacerdots       | sacerdots       | sacerdots             | diaques | religiosos | religiosos | parroquies |
| ---- | -------- | -------- | -------- | --------- | --------------- | --------------- | --------------------- | ------- | ---------- | ---------- | ---------- |
| any  | batejats | total    | %        | total     | clergat secular | clergat regular | batejats por sacerdot | diaques | homes      | dones      |            |
| 1950 | 87.050   | 87.050   | 100,0    | 89        | 65              | 24              | 978                   |         | 36         | 136        | 25         |
| 1970 |          | 111.457  | 0,0      | 93        | 54              | 39              | 0                     |         | 46         | 218        | 33         |
| 1980 | 133.400  | 136.400  | 97,8     | 97        | 64              | 33              | 1.375                 |         | 35         | 201        | 42         |
| 1990 | 153.800  | 154.800  | 99,4     | 106       | 68              | 38              | 1.450                 | 3       | 40         | 220        | 57         |
| 1999 | 152.000  | 152.600  | 99,6     | 103       | 72              | 31              | 1.475                 | 13      | 33         | 178        | 59         |
| 2000 | 152.000  | 152.600  | 99,6     | 104       | 73              | 31              | 1.461                 | 13      | 33         | 135        | 59         |
| 2001 | 178.000  | 180.000  | 98,9     | 107       | 77              | 30              | 1.663                 | 18      | 32         | 130        | 61         |
| 2002 | 173.500  | 175.000  | 99,1     | 110       | 78              | 32              | 1.577                 | 20      | 33         | 120        | 61         |
| 2003 | 151.200  | 152.000  | 99,5     | 125       | 84              | 41              | 1.209                 | 19      | 51         | 230        | 61         |
| 2004 | 151.200  | 152.000  | 99,5     | 119       | 82              | 37              | 1.270                 | 19      | 86         | 200        | 61         |

### Per Potenza
- Francesco Lanzoni, Le diocesi d'Italia dalle origini al principio del secolo VII (an. 604), vol. I, Faenza 1927, pp. 325–329 (italià)
- Giuseppe Cappelletti, Le Chiese d'Italia della loro origine sino ai nostri giorni, vol. XX, Venezia 1866, pp. 467–480 (italià)
- Aquest article incorpora fragments d'una publicació que està en domini públic:  «article name needed». A: Charles Herbermann. Catholic Encyclopedia.  Nova York: Robert Appleton, 1913.
- Pius Bonifacius Gams, Series episcoporum Ecclesiae Catholicae, Leipzig 1931, pp. 913–914 (llatí)
- Konrad Eubel, Hierarchia Catholica Medii Aevi, vol. 1 Arxivat 2019-07-09 a Wayback Machine., p. 407; vol. 2 Arxivat 2018-10-04 a Wayback Machine., pp. 218–219; vol. 3 Arxivat 2019-03-21 a Wayback Machine., p. 279; vol. 4 Arxivat 2018-10-04 a Wayback Machine., p. 287; vol. 5, pp. 322–323; vol. 6, p. 347 (llatí)

### Per Marsico Nuovo
- Giuseppe Cappelletti, Le Chiese d'Italia della loro origine sino ai nostri giorni, vol. XX, Venezia 1866, pp. 379–400 (italià)
- Gaetano Moroni, Dizionario di erudizione storico-ecclesiastica, vol. 43, pp. 142–146 (italià)
- Pius Bonifacius Gams, Series episcoporum Ecclesiae Catholicae, Leipzig 1931, p. 894 (llatí)
- Konrad Eubel, Hierarchia Catholica Medii Aevi, vol. 1 Arxivat 2019-07-09 a Wayback Machine., p. 328; vol. 2 Arxivat 2018-10-04 a Wayback Machine., p. 186; vol. 3 Arxivat 2019-03-21 a Wayback Machine., p. 236; vol. 4 Arxivat 2018-10-04 a Wayback Machine., p. 233; vol. 5, p. 258; vol. 6, p. 278 (llatí)

### Per Muro Lucano
- Aquest article incorpora fragments d'una publicació que està en domini públic:  «article name needed». A: Charles Herbermann. Catholic Encyclopedia.  Nova York: Robert Appleton, 1913.
- Giuseppe Cappelletti, Le Chiese d'Italia della loro origine sino ai nostri giorni, vol. XX, Venezia 1866, pp. 571–576 (italià)
- Vincenzo d'Avino, Cenni storici sulle chiese arcivescovili, vescovili e prelatizie (nullius) del Regno delle Due Sicilie, Napoli 1848, pp. 417–421 (italià)
- Pius Bonifacius Gams, Series episcoporum Ecclesiae Catholicae, Leipzig 1931, p. 902 (llatí)
- Konrad Eubel, Hierarchia Catholica Medii Aevi, vol. 1 Arxivat 2019-07-09 a Wayback Machine., p. 352; vol. 2 Arxivat 2018-10-04 a Wayback Machine., p. 197; vol. 3 Arxivat 2019-03-21 a Wayback Machine., p. 251; vol. 4 Arxivat 2018-10-04 a Wayback Machine., pp. 249–250; vol. 5, p. 277; vol. 6, p. 298 (llatí)